# Koppenberg

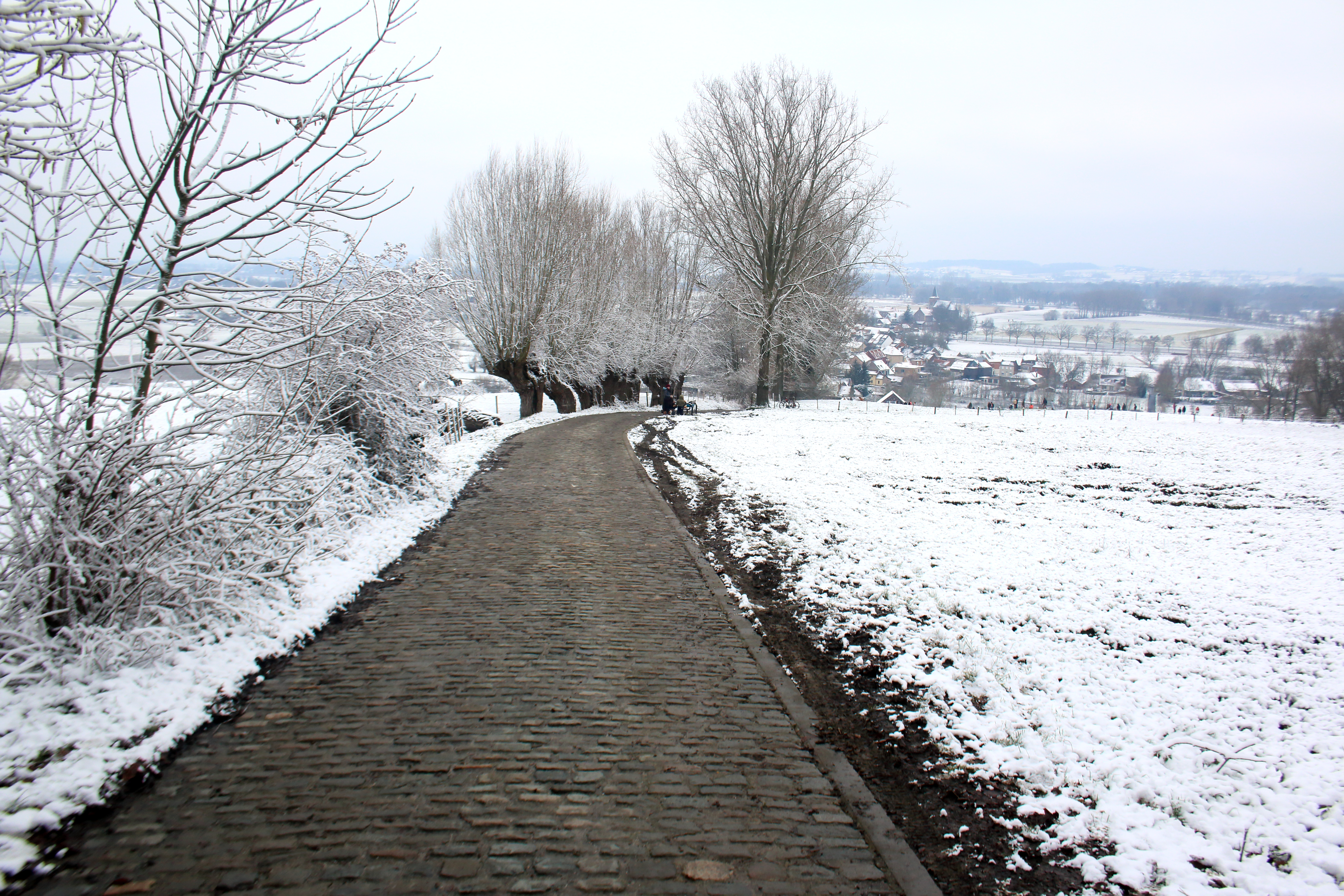
De Koppenberg

De Koppenberg (bijnaam: de bult van Melden) is een heuvel nabij het Belgisch dorp Melden (Oudenaarde) in de Vlaamse Ardennen. De Koppenberg is 79 m hoog. De heuvel bestaat geografisch gezien eigenlijk uit twee delen. Het westelijk deel is de Rotelenberg (78 meter hoog), het oostelijk de Koppenberg (79 meter).
De straat over de heuvel draagt eveneens de naam Koppenberg, met uitzondering van de westelijke beklimming, die de straatnaam Steengat draagt. Dit stuk weg is bestraat met kasseien en werd in 1995 als monument beschermd. Boven op de Koppenberg liggen enkele stukken bos, toegankelijk voor wandelaars. Het Koppenbergbos is 29 ha, het Berk- en Doornbos 1,5 ha en het Onderbos 5 ha groot.

## Geschiedenis
Op de Ferrariskaart uit de jaren 1770 is de heuvel weergegeven. De kaart duidt in het oosten de naam Coppenbergh aan en in het westen het gehucht Rotelenbergh.

## Wielrennen

### Ronde van Vlaanderen
De heuvel is vooral bekend van de wielersport, waar het een van de meest gevreesde kasseiheuvels uit de Ronde van Vlaanderen is. Men beklimt de hoogte vanuit het westen, dus eigenlijk de Rotelenberg via het Steengat. Op het steilste punt van deze helling wordt een stijgingspercentage van 22% behaald (in de binnenbocht 25%).
Zelden zorgde deze berg voor belangrijke beslissingen in de Ronde van Vlaanderen, omdat de Koppenberg niet echt strategisch op het parcours ligt. Daarvoor bevindt deze zich te dicht bij de Oude Kwaremont en te ver van de aankomst.
Walter Godefroot was de eerste die de Koppenberg ontdekte. Hij informeerde de organisator van de Ronde van Vlaanderen over het bestaan van de klim maar verklapte niet waar die lag. De Koppenberg werd pas vele jaren later voor het eerst ingevoegd in het traject van de Ronde van Vlaanderen, namelijk in 1976. Na de valpartij van de Deense wielrenner Jesper Skibby tijdens de wedstrijd van 1987 werd de Koppenberg voor lange tijd uit veiligheidsoverwegingen uit het parcours geschrapt. Pas nadat de Koppenberg volledig opnieuw aangelegd was (2002), zette de organisatie van Vlaanderens Mooiste het licht op groen om het peloton opnieuw over de Koppenberg te sturen.
In 2007 verdween de Koppenberg uit de Ronde van Vlaanderen vanwege de slechte staat van het wegdek. De organisatie van de Ronde vreesde een sportief fiasco en meed daarom de legendarische bult. Als alternatief werd de Kortekeer opnieuw opgenomen en kwam er een nieuwe helling, de Eikenmolen. De organisatie wilde de Koppenberg wel terug opnemen in het parcours als het wegdek hersteld zou zijn. De gemeente Oudenaarde liet in september 2007 het wegdek herstellen. Toen eind oktober 2007 de gemeente Oudenaarde en de organisatie van de Ronde besloten de Koppenberg vooralsnog uit het parcours te blijven weren en wederom als vervanging te kiezen voor de Kortekeer, werd een werkgroep in het leven geroepen om de problemen te onderzoeken en proberen op te lossen. Met succes, want op 4 februari 2008 maakte de organisatie bekend dat de editie van 2008 alsnog over de Koppenberg zou rijden.
De helling is in totaal 35 maal (1976-1987, 2002-2006, 2008-2025) in de Ronde opgenomen geweest.
In 1976 was de helling gesitueerd tussen de Oude Kruisens en de Taaienberg. In de periode 1977-1985 lag de helling tussen de Oude Kwaremont en de Taaienberg. In 1986 en 1987 lag ze tussen de Paterberg en de Taaienberg. Tot slot lag ze in de periode 2002-2006 en in 2008-2025 tussen de Paterberg en de Steenbeekdries. Sinds 2014 is ze veel dichter bij de finish komen te liggen (circa 40 kilometer).

### Gent-Wevelgem
In 1977 werd ze eenmalig in Gent-Wevelgem opgenomen. Gezien de organisatie van Gent-Wevelgem niet wilde dat men vond dat de Ronde werd nagedaan (in 1977 werden elf hellingen in de Vlaamse Ardennen in de klassieker opgenomen alvorens men naar de resterende vijf hellingen in het Heuvelland fietste), noemde men de helling in deze editie Steengat.

### Kuurne-Brussel-Kuurne
In 1977 werd ze eenmalig opgenomen in Kuurne-Brussel-Kuurne.

### Koppenbergcross
Naast de Ronde van Vlaanderen is de Koppenberg ook bekend om de Koppenbergcross die er jaarlijks op Allerheiligen gereden wordt. De Koppenbergcross maakt deel uit van de DVV-verzekeringentrofee Veldrijden en wordt door kenners beschouwd als een van de zwaarste veldritten van het seizoen.

### Recreatieve routes
De Koppenberg is opgenomen in de blauwe lus van de Ronde van Vlaanderenroute.

## Afbeeldingen

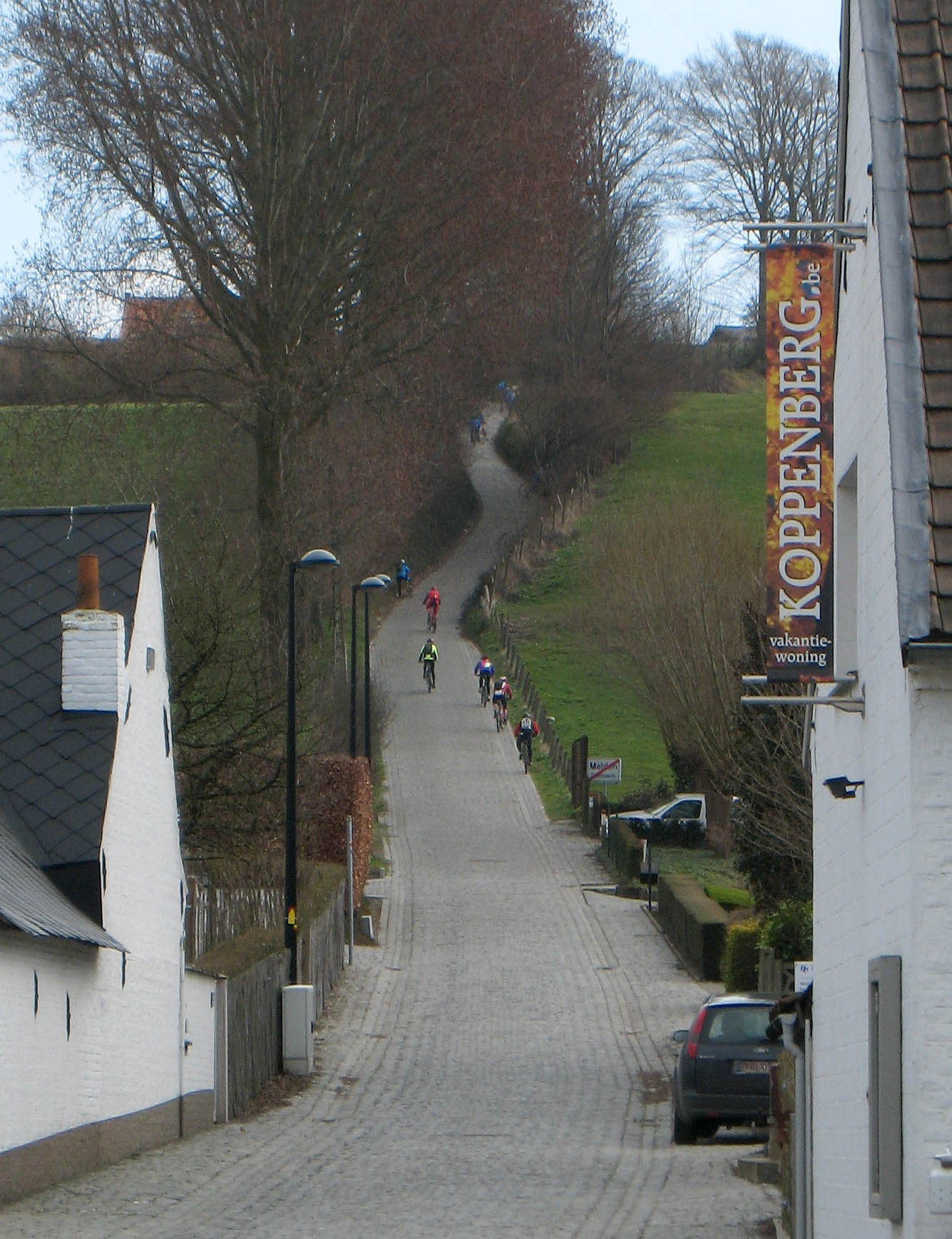
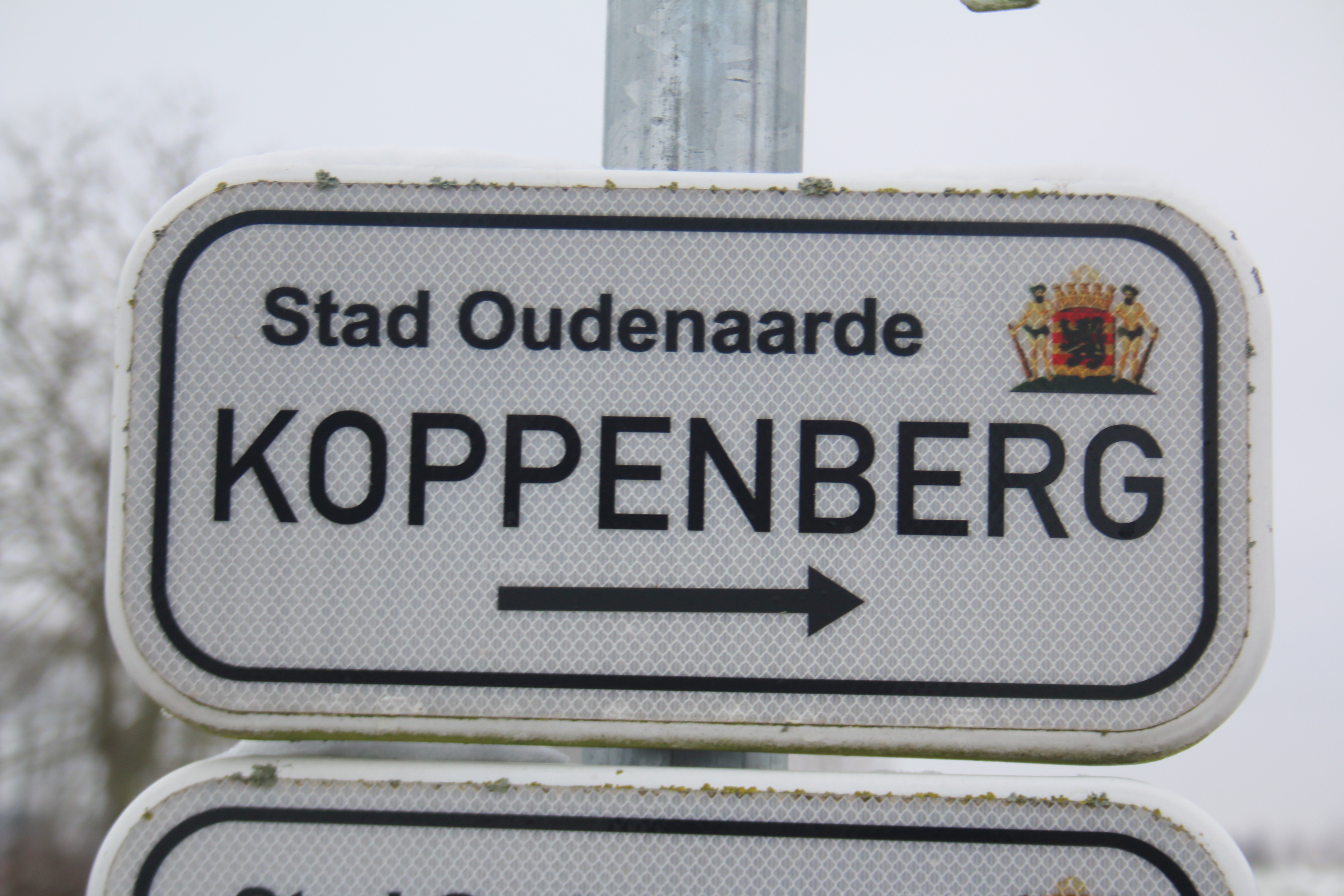
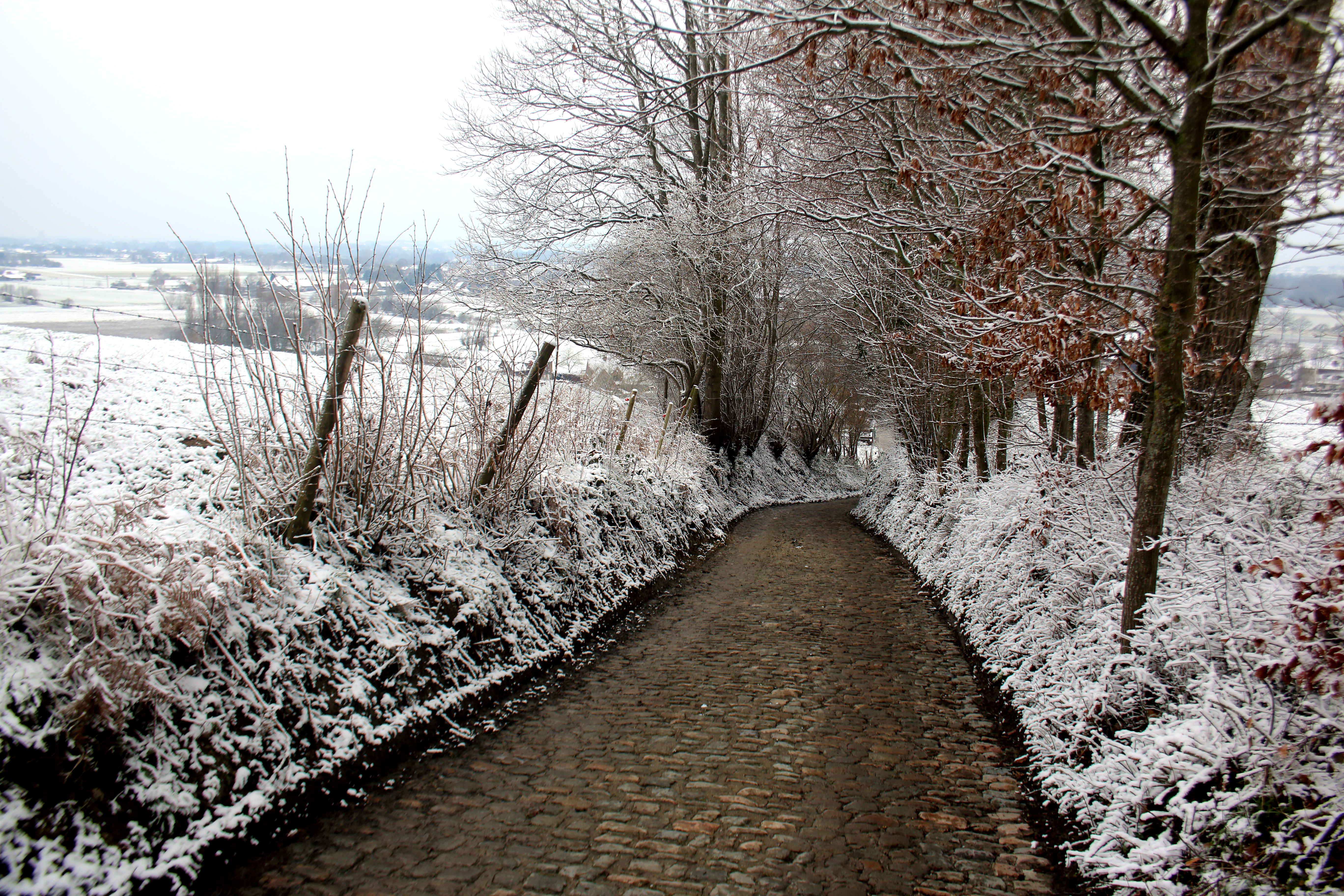
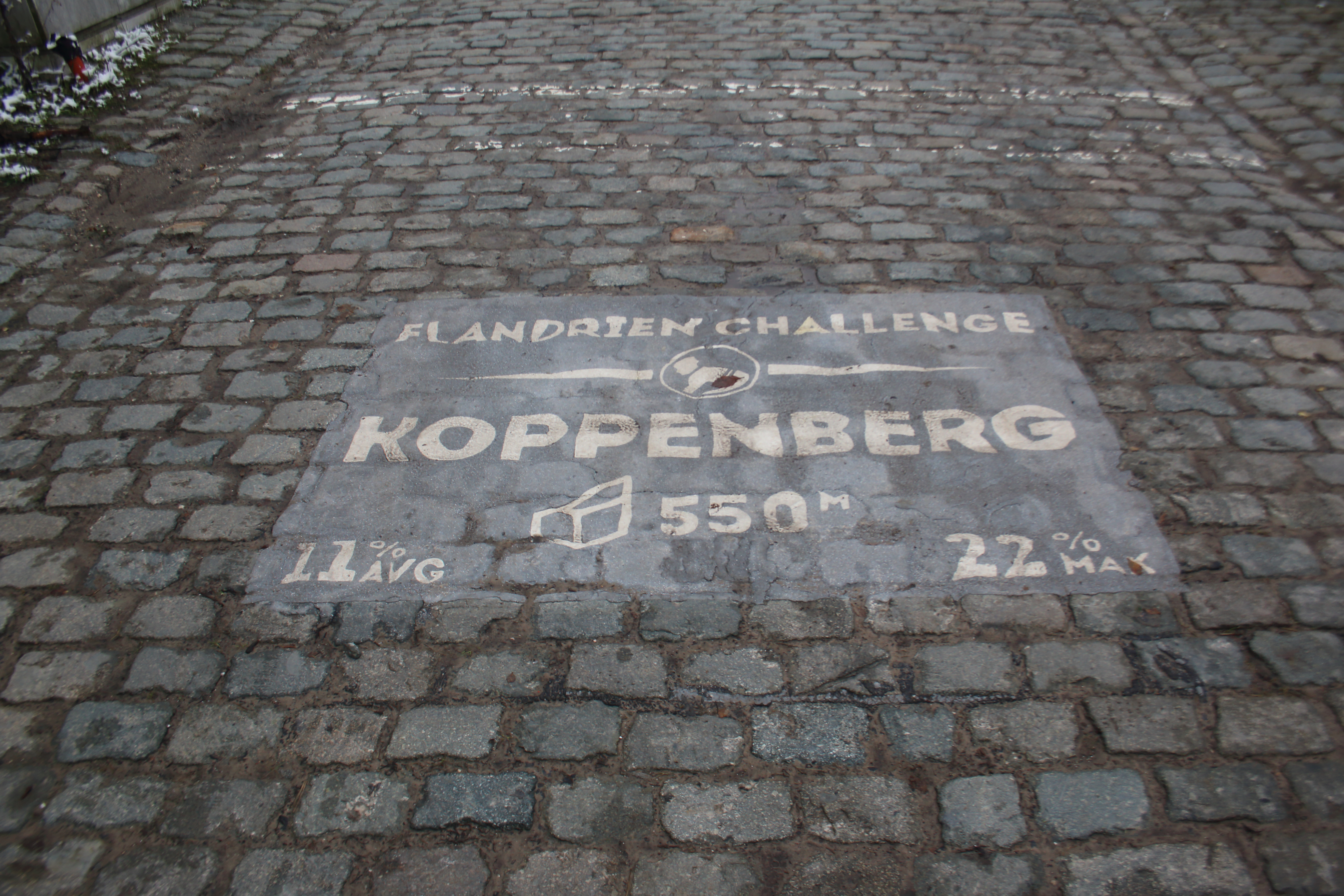